# Lepidozygus tapeinosoma
Lepidozygus tapeinosoma là loài cá biển duy nhất thuộc chi Lepidozygus nằm trong phân họ Microspathodontinae của họ Cá thia. Loài này được mô tả lần đầu tiên vào năm 1856.

## Từ nguyên
Tên gọi của chi, lepidozygus, được ghép bởi hai âm tiết trong tiếng Hy Lạp cổ đại: lepís (λεπίς; “vảy”) và zugón (ζυγόν; “cái ách”), không rõ đề cập đến điều gì. Còn từ định danh cũng được ghép bởi hai âm tiết trong tiếng Hy Lạp cổ đại: tapeinós (ταπεινός; “thấp”) và sôma (σῶμα; “thân”), hàm ý có lẽ là đề cập đến cơ thể thon dài so với các đồng loại trước đây ở chi Pomacentrus.

## Phạm vi phân bố và môi trường sống
L. tapeinosoma được phân bố rộng khắp khu vực Ấn Độ Dương - Thái Bình Dương, từ bờ biển Đông Phi trải dài về phía đông đến quần đảo Line, quần đảo Marquises và Tuamotu, ngược lên phía bắc đến quần đảo Ryukyu (Nhật Bản), giới hạn phía nam đến Úc (bao gồm rạn san hô Great Barrier) và Nouvelle-Calédonie. Tại Việt Nam, loài này được ghi nhận ở vùng bờ biển Trung Bộ và tại quần đảo Trường Sa.
L. tapeinosoma sống trên các rạn san hô viền bờ và trong đầm phá ở độ sâu đến ít nhất là 30 m.

## Mô tả
L. tapeinosoma có chiều dài tối đa được ghi nhận là 11 cm. L. tapeinosoma thân mảnh, có màu lục xám đến nâu tía và ửng hồng ở bụng và thân dưới, đặc biệt là vệt vàng ở phía sau vây lưng. Vùng mõm và hai bên má thường có nhiều đốm chấm màu xanh lam sáng. Trừ vây ngực, các vây còn lại có viền màu xanh óng ở rìa. Vây đuôi xẻ thùy.
Số gai ở vây lưng: 12; Số tia vây ở vây lưng: 14–15; Số gai ở vây hậu môn: 2; Số tia vây ở vây hậu môn: 15–16; Số gai ở vây bụng: 1; Số tia vây ở vây bụng: 5; Số tia vây ở vây ngực: 21–22; Số vảy đường bên: 19–20; Số lược mang: 25–29.

## Sinh thái học
Thức ăn của L. tapeinosoma chủ yếu là các loài động vật phù du. Chúng thường hợp thành đàn và kiếm ăn xung quanh các rạn san hô. Cá đực có tập tính bảo vệ và chăm sóc trứng; trứng có độ dính và bám vào nền tổ.